# Musixmatch
Musixmatch is een Italiaans muziekdatabedrijf en platform voor gebruikers om songteksten te zoeken en te delen met vertalingen. Het is het grootste platform van dit soort ter wereld met (in 2024) 80 miljoen gebruikers (50 miljoen actieve gebruikers), 10 miljoen songteksten en zo'n honderd medewerkers.

## Overzicht
De mobiele app van Musixmatch geeft songteksten weer die zijn gesynchroniseerd met de muziek die wordt afgespeeld.  De oorspronkelijke apps kunnen alle nummers in de muziekbibliotheek van een gebruiker scannen, songteksten vinden en als muziekspeler worden gebruikt. Op Android ondersteunt het ook muziekstreamingdiensten zoals Spotify, Google Play Music, Deezer, Rhapsody en YouTube. Het bedrijf heeft ook wereldwijde overeenkomsten met Apple Music, Amazon Music, Instagram, Facebook, Google Search en Spotify.

### Functies
Musixmatch heeft een openbare database waar songteksten worden weergegeven. Gebruikers kunnen zich aanmelden en songteksten, vertalingen en synchronisatie van songteksten met de audio van een nummer bijdragen, voor punten die overeenkomen met een gebruikersniveau. De punten hebben geen inwisselbare waarde, maar zijn een markering van de bijdragen en de impact van de gebruikers op de site.
Opmerkelijke gebruikers krijgen de rol van Lyrics Curator, waar ze de rol van editor op zich nemen. Ze kunnen specifieke taken uitvoeren waarbij Musixmatch hulp nodig heeft, en kunnen een beloning ontvangen voor hun bijdrage. Uitzonderlijke curatoren komen in aanmerking om Specialist te worden, waar ze hogere beloningen ontvangen en rechten hebben die vergelijkbaar zijn met die van een beheerder. Curatoren en specialisten krijgen extra beloningen voor kwaliteitsborging van gebruikers. Om de kwaliteit hoog te houden, kunnen de medewerkers of specialisten van Musixmatch songteksten vergrendelen om eventuele wijzigingen te voorkomen, vergelijkbaar met Wikipedia.

## Geschiedenis
Musixmatch werd in 2010 in Bologna opgericht door Massimo Ciociola. 
Musixmatch ging live in juli 2010 en vanaf januari 2015 had het €12,7 miljoen aan angel- en durfkapitaalfinanciering opgehaald.  Musixmatch heeft overeenkomsten getekend met uitgevers zoals EMI Publishing, Warner/Chappell Music,  Universal Music Publishing, Sony ATV, Kobalt, Peer Music en Disney Music. 
Het bedrijf leverde de gebruikersinterface van Spotifys songteksten op Spotify Desktop totdat deze service in mei 2016 werd stopgezet.  In november 2019 hebben Musixmatch en Spotify hun samenwerking hersteld, waardoor Spotify-gebruikers in bepaalde regio's songteksten kunnen zien (al dan niet gesynchroniseerd met de tijd).  Vanaf november 2021 is deze functie wereldwijd beschikbaar. 
In juni 2019 ging Musixmatch een samenwerking aan met Instagram, waardoor alle gebruikers Lyrics-stickers kunnen toevoegen aan elk muziekverhaal op Instagram.